# NGC 1022
NGC 1022 je galaksija u zviježđu Kit.

## Vanjske poveznice
- SEDS: NGC 1022